# ルパート・バニー
ルパート・バニー（Rupert Charles Wulsten Bunny、1864年9月29日 - 1947年5月25日）はオーストラリアの画家である。

## 略歴
オーストラリア、ビクトリア州のセント・キルダで、判事の息子に生まれた。ビクトリア国立美術館の絵画教室で学んだ後、1884年にヨーロッパに渡り、ロンドンのセント・ジョーンズ美術学校に入学した。1年半後パリに移り、ジャン＝ポール・ローランスのアトリエで学んだ。1890年にサロン・ド・パリに神話を題材にした作品を出展し、入選(honourable mention)した。1900年のパリ万国博覧会の展覧会では銅メダルを受賞した。リュクサンブール美術館の展示用に13点の作品がフランス政府によって買い上げられた。1893年からは、多くの芸術家が集まったパ＝ド＝カレー県の港町、エタプルをしばしば訪れた。1902年に結婚し、1911年からフランスとオーストラリアの間を定期的に行き来し、両方の国の展覧会に出展した。 1933年に妻の亡くなった後、オーストラリアに戻りサウスヤラで暮らした
。
神話に題材を得た作品を多く描いた。初期の作品は「ラファエロ前派」の影響を受けた「新古典主義」のスタイルの作品であったが、後に「印象派」の影響も見られるようになった。

## 作品

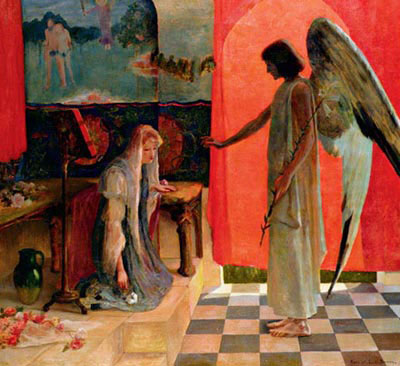
「受胎告知」
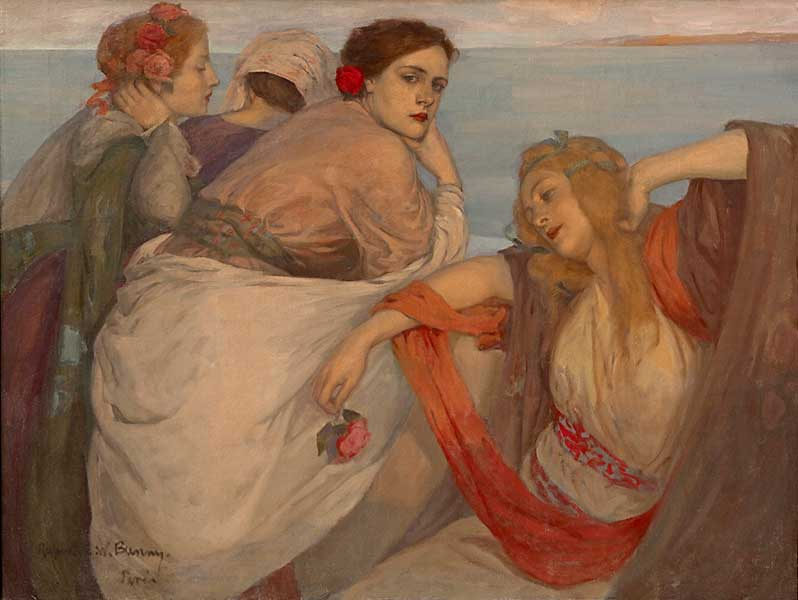
「ドルチェ・ファルニエンテ」
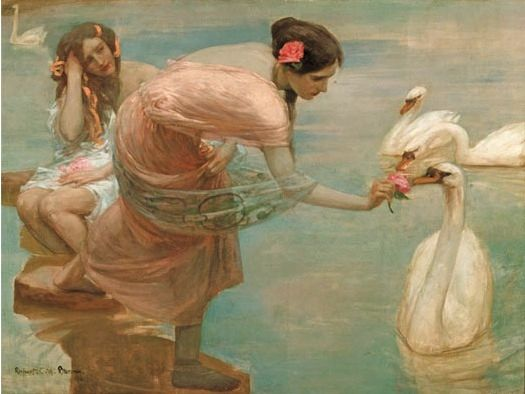
夏の朝
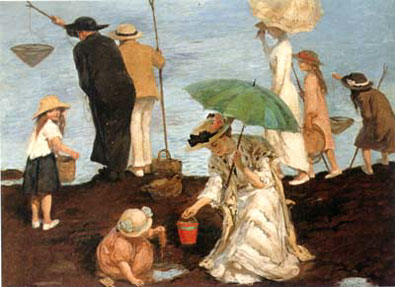
サンジョルジュのエビ漁師
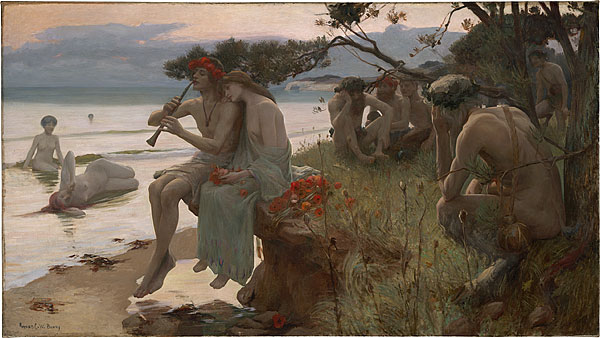
Pastorale
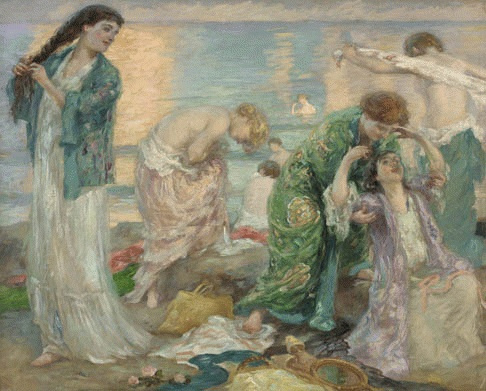
入浴の後
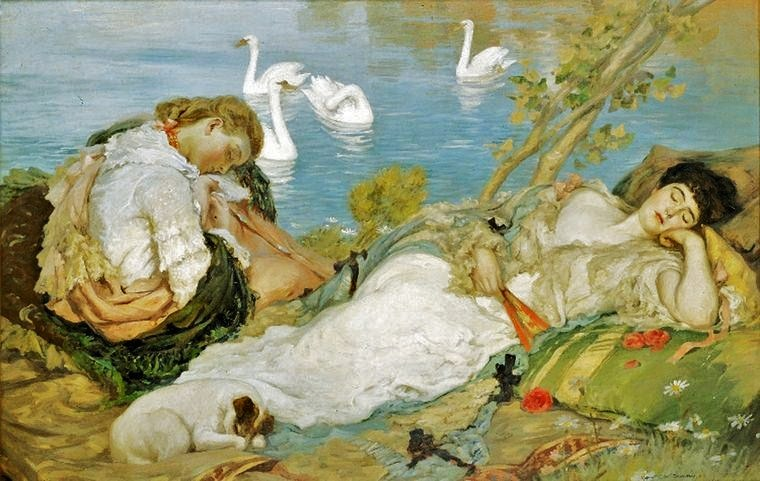
「まどろみ」
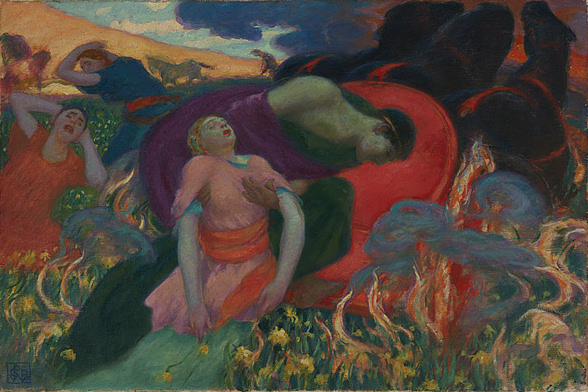
「ペルセポネの強姦」
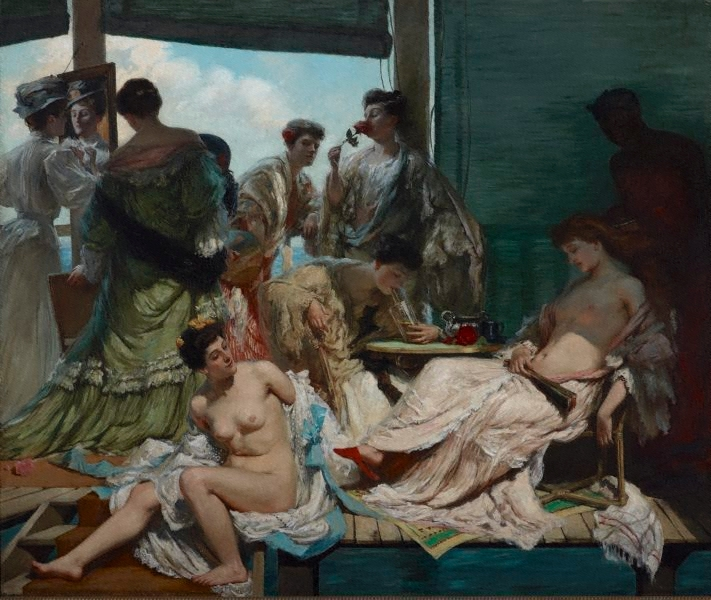
夏の時間